# Landgericht Berlin III
Das Landgericht Berlin III war ein preußisches Gericht der ordentlichen Gerichtsbarkeit im Bezirk des Kammergerichtes mit Sitz in Berlin.

## Geschichte
In Berlin waren 1879 im Rahmen der Reichsjustizgesetze die Landgerichte Landgericht Berlin I (für die damalige Stadt Berlin) und Landgericht Berlin II (für das Umland) entstanden.
1899 erfolgte die Aufteilung in Landgericht I (für den Bezirk des Amtsgerichtes Mitte), Landgericht II (südliches Umland) und Landgericht Berlin III (übriges Umland). Damit entstand das Landgericht Berlin III mit folgenden 13 Amtsgerichten:
| Amtsgericht                      | Sitz                 | Herkunft              |
| -------------------------------- | -------------------- | --------------------- |
| Amtsgericht Altlandsberg         | Altlandsberg         | Landgericht Berlin II |
| Amtsgericht Berlin-Wedding       | Berlin-Wedding       | Neu errichtet         |
| Amtsgericht Bernau               | Bernau bei Berlin    | Landgericht Berlin II |
| Amtsgericht Charlottenburg       | Charlottenburg       | Landgericht Berlin II |
| Amtsgericht Kalkberge-Rüdersdorf | Kalkberge-Rüdersdorf | Landgericht Berlin II |
| Amtsgericht Lichtenberg          | Lichtenberg          | Neu errichtet         |
| Amtsgericht Liebenwalde          | Liebenwalde          | Landgericht Berlin II |
| Amtsgericht Nauen                | Nauen                | Landgericht Berlin II |
| Amtsgericht Neu-Weißensee        | Neu-Weißensee        | Neu errichtet         |
| Amtsgericht Oranienburg          | Oranienburg          | Landgericht Berlin II |
| Amtsgericht Pankow               | Pankow               | Neu errichtet         |
| Amtsgericht Spandau              | Spandau              | Landgericht Berlin II |
| Amtsgericht Strausberg           | Strausberg           | Landgericht Berlin II |

Gleichzeitig erfolgte ein neuer Zuschnitt der Amtsgerichtsbezirke.
1920 wurden die Landgerichte II und III aufgrund der Zusammenfassung verschiedener Gemeinden zu Groß-Berlin (flächenmäßig etwa dem heutigen Stadtstaat entsprechend) für weitere Teile der Stadt zuständig.
Im Juli 1933 legte der kommissarische preußische Justizminister Hanns Kerrl die drei Landgerichte zum einheitlichen Landgericht Berlin zusammen.